# Восстание Мухи
Восстание под предводительством Мухи — одно из крупнейших восстаний XV века среди молдавских и западнорусских крестьян. Началось в 1490 году в Буковине, относившейся к Молдавскому княжеству и скоро охватило также Галицию и западное Подолье, которые составляли Польскую Русь. Восставшие нападали на имения феодалов, преимущественно польской шляхты, забирали лошадей, оружие, изгоняли и убивали шляхту. Причиной восстания послужила практика раздачи земли вольных общинных земель феодалам, усиление гнёта последних и закрепощение крестьянства.
Перемышльский епископ Ян из Торговиска, автор польской летописи, пишет: «Какой-то Муха из Валахии за короткий срок собрал из крестьян 9000 войска и вторгся в ту часть Руси, где находится Снятын, взял его и разграбил, потом напал на разные города и сёла, и иные подчинил себе, аж до Галича».
Польский король Казимир IV Ягеллон призвал шляхту к походу против повстанцев и нанял войска Тевтонского ордена. Летом 1490 года около Рогатина основные силы повстанцев были разбиты королевскими войсками, а их остатки во главе с Мухой, отступили в Покутье, в район Коломыи и Снятына, а потом в леса северной Буковины.
Весной и летом 1491 года повстанческие отряды возвратились, возглавляемые неким Андреем Борулей (некоторые историки считают, что это тот самый Муха). Близ Галича повстанцы потерпели поражение. Боруля был схвачен поляками и казнён — его сбросили со стен Хотинской крепости. Однако восстание продолжалось. В 1492 году крестьянские отряды, предводитель которых также именовал себя Мухой, овладели значительной частью Галиции. Они нападали на дома феодалов, убивали их, жгли их имущество. Неподалёку от Галича отряд шляхтичей напал на повстанческий отряд, уничтожил его, а Муху взял в плен. Его перевезли в Краковскую крепость, где тот вскоре умер от пыток.